# Anthony Taylor (Basketballtrainer)
Anthony D. Taylor (* 1969/1970) ist ein US-amerikanischer Basketballtrainer.

## Laufbahn
Taylor spielte Basketball an der El Camino High School (US-Bundesstaat Kalifornien) und am Geneva College (US-Bundesstaat Pennsylvania), anschließend als Profi in Argentinien. Ab 1998 war der US-Amerikaner Cheftrainer des TV 1860 Lich und führte die Mannschaft im Spieljahr 1998/99 zum Aufstieg in die Basketball-Bundesliga, wo er die Licher in der Saison 1999/2000 ebenfalls betreute. Zu seinen Spielern dort gehörten neben anderen Tyron McCoy und Michael Nachreiner. Taylors Co-Trainer in Lich war Thorsten Leibenath.
Die Saison 2000/01 begann er als Trainer des Zweitligavereins Eintracht Frankfurt, wechselte im Januar 2001 aber auf den Cheftrainerposten beim Bundesligisten Oldenburger TB, obwohl ihm die Eintracht zunächst die Freigabe verweigerte. Anfang März 2002 wurde er in Oldenburg nach acht Niederlagen in Folge entlassen.
Taylor kehrte in sein Heimatland zurück und gehörte dort zum Trainerstab an der California Baptist University, dann am Pacific Christian College (später in Hope International University umbenannt) und arbeitete dann als Assistenztrainer am MiraCosta College. Später war er als Fitnesstrainer sowie als Bewährungshelfer beruflich beschäftigt.